# Shopping Palace

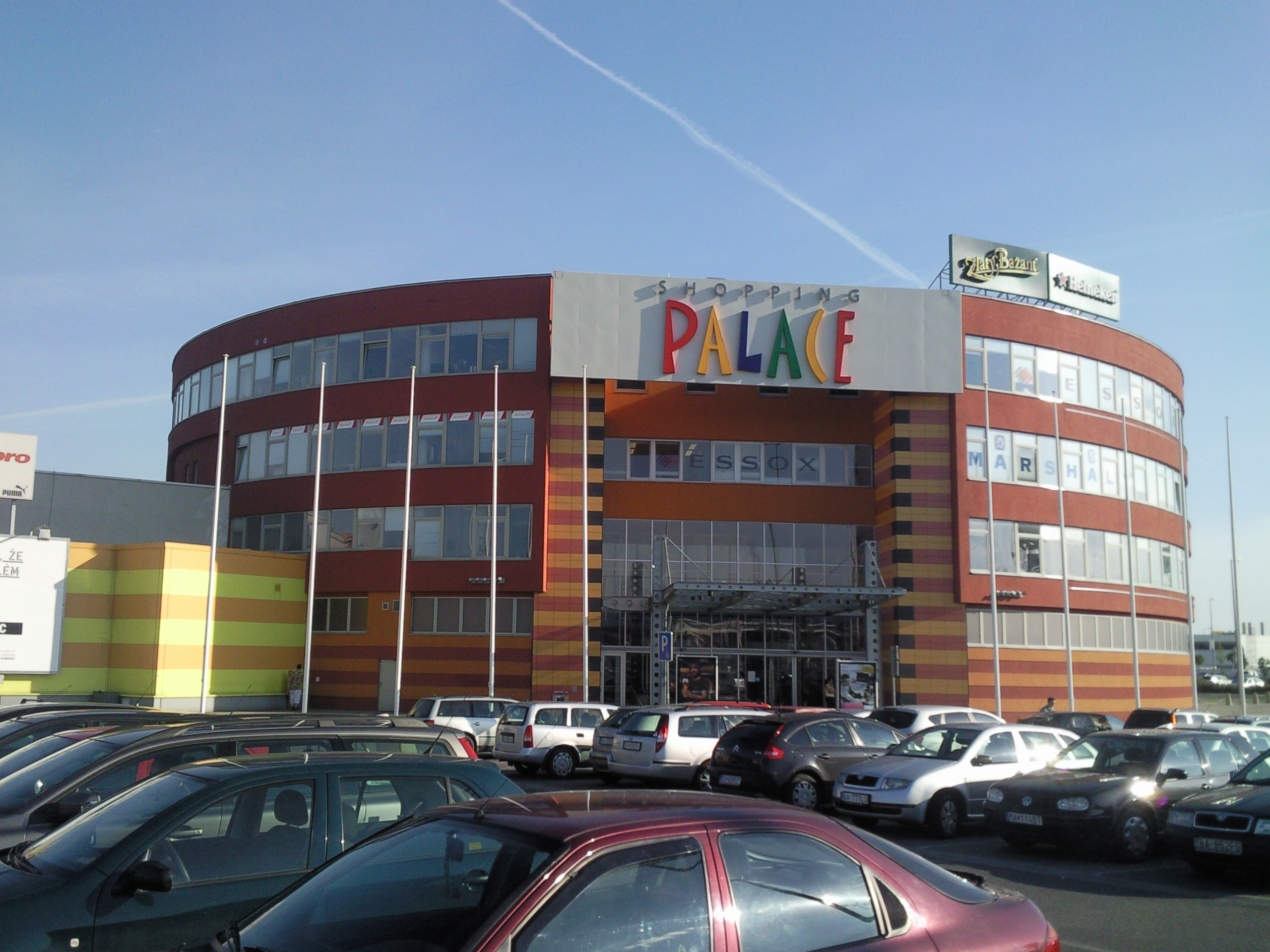
Shopping Palace

Shopping Palace – centrum handlowe w Bratysławie w dzielnicy Ružinov przy ulicy Cesta na Senec w bezpośrednim sąsiedztwie kompleksu rekreacyjnego Zlaté piesky.
Kompleks zajmuje powierzchnię 76 tysięcy m², w tym 57 tysięcy m² hipermarket Tesco a 19 tysięcy m² galeria handlowa. W pobliżu mają przystanek tramwaje (linia 4) i autobusy miejskie (linie 56 i 65), a także bezpłatna linia autobusowa.